# Resolutie 237 Veiligheidsraad Verenigde Naties
Resolutie 237 van de Veiligheidsraad van de Verenigde Naties werd aangenomen op 14 juni 1967. De resolutie riep Israël op de Conventies van Genève – de derde en vierde in het bijzonder – inzake de behandeling van krijgsgevangenen en van de bevolking in de gebieden die het had bezet na te leven.

## Achtergrond
Sinds de verklaring van de staat Israël in 1948 had geen enkel Arabisch land Israël erkend, en velen verwachtten niet dat Israël nog erg lang zou blijven bestaan. Na de oorlog van 1956 ontstond opnieuw een labiel evenwicht. Spanningen liepen in 1967 weer hoog op. Op 1 juni verklaarde de Egyptische president Nasser:
De legers van Egypte, Jordanië, Syrië en Libanon staan klaar aan de grenzen van Israël... om de uitdaging aan te gaan...
Israël lanceerde een preventieve aanval, wat zou leiden tot de Zesdaagse Oorlog. Op 9 juni aanvaardden zowel Israël als Syrië een staakt-het-vuren, maar Israëls offensief in de Golanhoogten ging door. Op 10 juni verbraken de landen van het Warschaupact hun diplomatieke betrekkingen met Israël. De Sovjet-Unie dreigde met een militaire interventie, uit vrees dat Israël naar Damascus wilde oprukken. Israël gaf op 10 juni, 18:30 plaatselijke tijd, 16:30 GMT, gehoor aan resolutie 235 toen de passen aan de oostzijde van de Golanhoogten waren bezet.

## Inhoud
De Veiligheidsraad merkte op dat er grote noodzaak was om in de behoeften van de lokale bevolking en krijgsgevangenen te voorzien. Zelfs in tijden van oorlog dienden de rechten van de mens niet geschonden te worden.
De Veiligheidsraad merkte op dat de verplichtingen uit de Conventies van Genève van toepassing waren op dit conflict. Ze riep de regering van Israël op, de noden van de bevolking in het oorlogsgebied niet over het hoofd te zien. Alle betrokken staten werden gemaand om de statuten van de Conventie van Genève na te leven wat betreft de behandeling van zowel militaire als civiele personen. Secretaris-generaal U Thant werd verzocht de effectieve implementatie van deze resolutie op de voet te volgen en hierover te rapporteren aan de Veiligheidsraad.
Lijst ·  233 ·  234 ·  235 ·  236 ·  237 ·  238 ·  239 ·  240 ·  241 ·  242 ·  243 ·  244